# Jardines y arboreto Taltree
Los Jardines y arboreto Taltree ( en inglés : Taltree Arboretum and Gardens) es un jardín botánico y arboreto enfocado en los ecosistemas y plantas nativas de Indiana, con un total de 360 acres (1.5 km²) de extensión, en Valparaiso, Indiana.

## Localización
Taltree Arboretum and Gardens 71 North 500 West Valparaiso, Porter county, Indiana 46385 United States of America-Estados Unidos de América. 
Planos y vistas satelitales.41°26′56.15″N 87°9′11.98″O / 41.4489306, -87.1533278
Los jardines pueden visitarse todos los días del año durante las horas de luz. 

## Historia
El arboreto fue fundado en la década de 1990 como un esfuerzo para preservar la belleza natural del noroeste de Indiana. La compra inicial de la tierra fue hecha en 1990 por Damien y Rita Gabis. Los trabajos sobre los terrenos comenzaron en 1996.
Actualmente el arboreto está administrado por la "Taltree Arboretum & Gardens Foundation" (anteriormente la "Gabis Family Foundation"). Entre los voluntarios y la familia Gabis han plantado entre 15.000 y 20.000 nuevos árboles restaurando tierras cultivadas para convertirlas en praderas autóctonas y áreas de bosque.
En el ideario de Taltree se afirma: "Taltree mejorará la calidad de vida y aumentará la vitalidad económica de la región del Sur del Lago Michigan por la preservación de los espacios verdes, el establecimiento de importantes colecciones de plantas leñosas en los jardines de exhibición, la celebración de eventos culturales y animando a la gente a disfrutar, apreciar y sentirse orgullosos de nuestro patrimonio natural".
Actualmente ha alcanzado el estatus provisional en el Plan de Acción Nacional NAPCC, para la colección de robles y se está trabajando en el logro de estatus completo en 2012.

## Colecciones
El arboreto es una reserva de naturaleza de diferentes biotopos, así:
- Bosque,
- Sabana,
- Humedal,
- Pradera,

Además Taltree contiene varios jardines con exhibiciones de plantas silvestres y ornamentales.
Entre los jardines ornamentales:
- "Welcome Garden" (Jardín de bienvenida),
- "Hitz Family Rose Garden" (Rosaleda de la familia Hitz)
- "Native Plant Garden" (Jardín de plantas nativas)
- "Pavilion Garden" (Jardín del pabellón)
- "Railway Garden" (Jardín de ferrocarril)

Rutas de senderismo.
- Bluebird Trail - el sendero más largo en Taltree (1.5 millas/2.4 km)
- Goldfinch Trail - el sendero más al sur (0.6 millas/0.97 km)
- Heron Trail - el sendero más corto alrededor de la charca "Heron Pond" (0.4 millas/0.64 km)
- Owl Trail - a través del bosque y bosquetes de robles (0.5 millas/0.8 km)[3]